# Alfi Kabiljo
Alfi Kabiljo est un compositeur croate né le 22 décembre 1935 à Zagreb et mort dans la même ville le 1er avril 2025.

## Biographie
Alfi Kabiljo est né à Zagreb le 22 décembre 1935 dans une famille d'origine séfarade de Bosnie-Herzegovine. Il apprend la musique auprès du compositeur croate Rudolf Matz, et s'inscrit ensuite à l'école de musique Vatroslav Lisinski. Roger Samyn l'aide à perfectionner ses compétences en composition, Alfi Kabiljo est un ancien président de la Société croate des compositeurs (en croate : Hrvatsko društvo skladatelja) et un membre de l'organisation FIDOF, Alfi Kabiljo étudie la composition à Paris avec Roger Samyn. Il est diplômé en architecture.